# Tamara Štajner

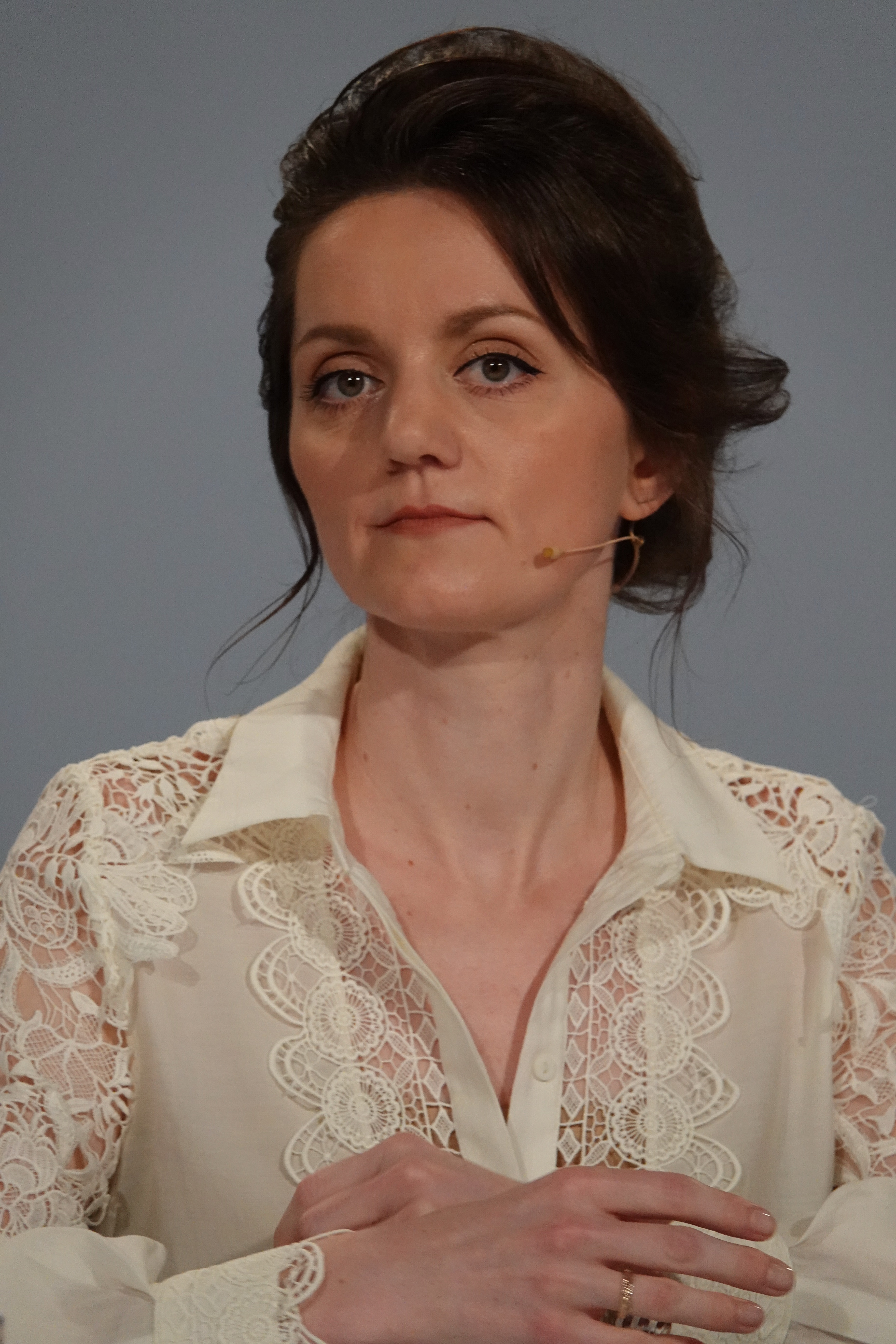
Tamara Štajner beim Ingeborg-Bachmann-Preis 2024

Tamara Štajner (* 6. September 1987 in Novo mesto, Jugoslawien) ist eine slowenische Bratschistin und Schriftstellerin. Sie schreibt auf Slowenisch und Deutsch.

## Leben und Werk
Sie wuchs in Krško auf, einem an der Save gelegenen Ort im südöstlichen Slowenien. Später besuchte sie das Musikgymnasium Konservatorij za glasbo in balet in Ljubljana und zog mit 18 Jahren nach Wien. Nach dem Studium im Konzertfach Viola an der Universität für Musik und darstellende Kunst (Wien) wirkte sie solistisch sowie in kammermusikalischen Besetzungen in Uraufführungen der Neuen Musik mit, u. a. mit Quasars Ensemble (Bratislava), Ensemble reconsil (Wien), ensemble xxi. jahrhundert (Wien) und Ensemble Wiener Collage (Wien). Darüber hinaus spielte Tamara Štajner in Originalklangorchestern, u. a. Balthasar-Neumann-Ensemble, Orchester Wiener Akademie, Main-Barockorchester und Darmstädter Barocksolisten. Sie nahm an zahlreichen Tourneen nach Japan, China, Indien, Kolumbien und ganz Europa teil, z. B. mit RSO (Wien), Wiener Concert-Verein, Wiener Sängerknaben, Orchester Wiener Akademie.
Als Performerin war sie u. a. im Wiener MuseumsQuartier, bei Vienna Art Week, in der Wiener Secession, im Kunstraum Niederösterreich, im OstLicht, dem Centre national de l’audiovisuel (Luxemburg) sowie am Williams College in Massachusetts zu sehen. Dabei kollaborierte sie kunstübergreifend, z. B. mit Elisabeth von Samsonow und Christian Reiner. Sie verbindet audiovisuelle, performative und skripturale Kunst auf digitalen und analogen Räumen. Sie leitete interdisziplinäre Workshops, u. a. an der Musik und Kunst Privatuniversität der Stadt Wien, der Universität für Musik und darstellende Kunst Graz und wirkte als Dozentin bei der Organisation Superar (Wien) und Al Kamandjâti in Ramallah.
Die Autorin arbeitet an den Schnittstellen von Musik und Literatur. Ihr erster Gedichtband, Schlupflöcher, erschien 2022 im Heidelberger Verlag Das Wunderhorn. Tamara Štajners Arbeiten erscheinen auch in Zeitschriften, z. B. Lichtungen, Krachkultur, DAS GEDICHT und Ostragehege. Sie entwickelte mehrere Performance-Programme, die Lyrik und Musik kombinieren. Der Roman Raupenfell  (2023) ist ihr erzählerisches Debüt.
Sie ist Mitgründerin des PEN Berlin.
Auf Einladung von Brigitte Schwens-Harrant las Tamara Štajner beim Ingeborg-Bachmann-Preis 2024 ihren Text Luft nach unten und gewann damit den Kelag-Preis.
Tamara Štajner lebt und arbeitet in Wien sowie im Rhein-Main-Gebiet. Sie ist mit dem Schriftsteller Paul-Henri Campbell verheiratet.

## Werke (Auswahl)
- Schlupflöcher. Gedichte. Verlag Das Wunderhorn, Heidelberg 2022; ISBN 978-3-88423-672-7 (mit einer begleitenden Playlist: Klangpoesieprojekt zum Gedichtband Schlupflöcher auf YouTube)
- Raupenfell. Roman. Verlag Das Wunderhorn, Heidelberg 2023; ISBN 978-3-88423-701-4[9]
- Mondschaukel, im Auftrag des Ensembles Wiener Collage[10], vertont von Daniel Moser; UA: Dezember 2024 im Arnold Schönberg Center, Wien.

## Preise und Auszeichnungen (Auswahl)

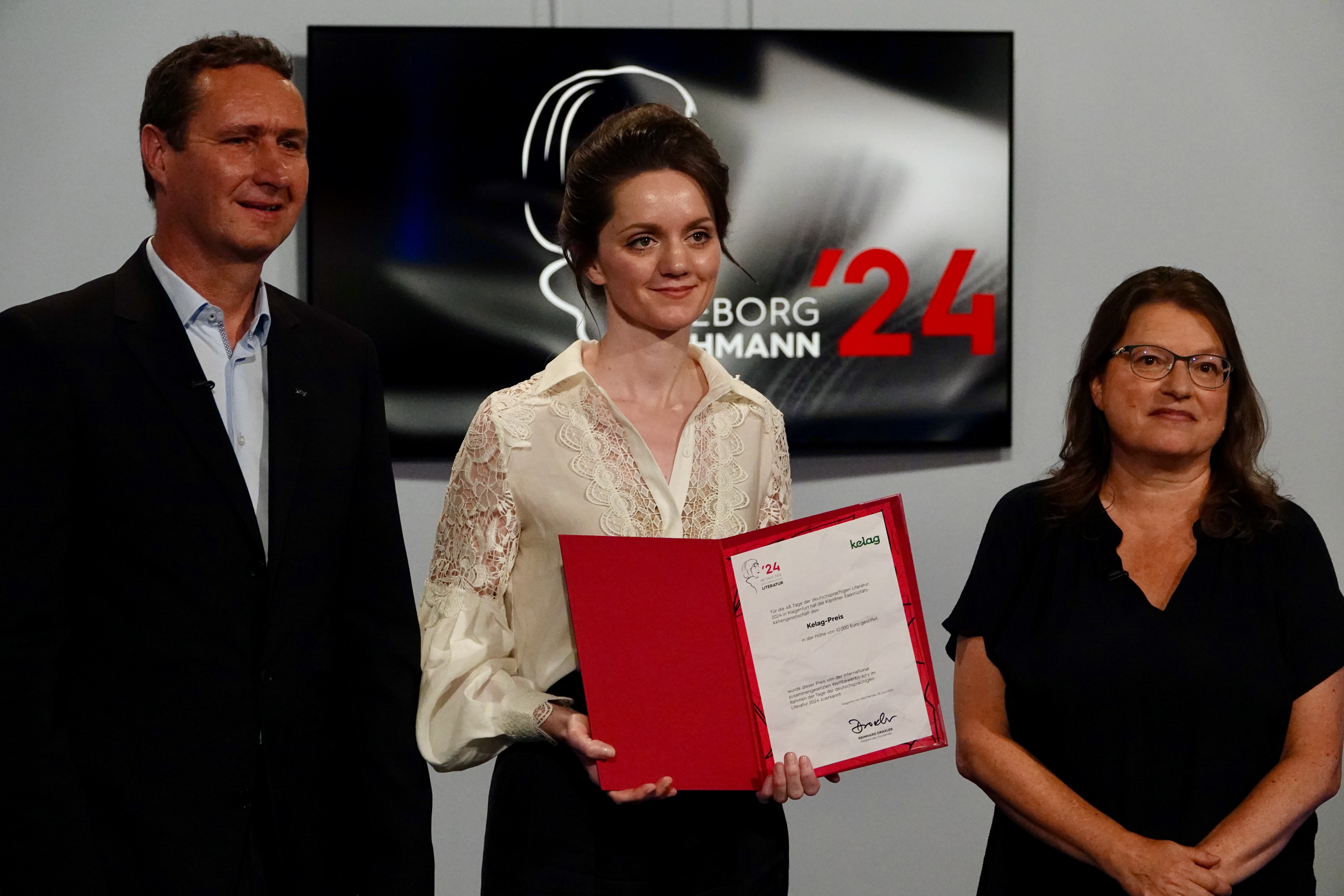
Tamara Štajner neben Laudatorin Brigitte Schwens-Harrant bei der Verleihung des Kelag-Preises 2024

- 2024: Kelag-Preis im Rahmen des Ingeborg-Bachmann-Preises 2024 für ihren Text Luft nach unten[8]
- 2024: Lyrikpreis Meran[11]
- 2022: Stipendiatin des 25. Klagenfurter Literaturkurses beim Bachmannpreis 2022.[12]
- 2021: Literaturpreis der Ärztekammer für Wien „Gesund schreiben“ 2021 (Longlist)
- 2020: START-Stipendium für Literatur des BMKOES
- 2015: START-Stipendium für Musik und darstellende Kunst des BMKOES
- 2013: 1. Preis beim Internationalen Kammermusikwettbewerb Bled (Slowenien)
- 2006: Preis für junge Literatur der Literaturzeitschrift DELO (Slowenien)
- 2005: 1. Preis und Goldene Plakette beim TEMSIG[13]. (Slowenien)
- 2005: Škerjančeva nagrada (Slowenien)
- 2004: Preis für junge Literatur Srečko Kosovel (Slowenien)
- 2002: 1. Preis und Goldene Plakette beim TEMSIG[14]. (Slowenien)